# Fédération tanzanienne de rugby à XV
La Fédération tanzanienne de rugby à XV (officiellement en anglais : Tanzania Rugby Union) est l'instance qui régit l'organisation du rugby à XV et du rugby à sept en Tanzanie.

## Historique
En 1953, la Rugby Football Union of East Africa regroupe l'organisation commune du rugby au Kenya, en Ouganda et au Tanganyika, tous trois territoires de l'Empire britannique. Une fédération régionale dédiée au territoire de la Tanzanie, la Tanzania Rugby Union, est par la suite créée en 1970 après l'indépendance du Tanganyika et son union avec le Zanzibar conduisant à la formation de la Tanzanie quelques années plus tôt.
En janvier 1986 à Tunis, elle est l'une des huit fédérations nationales à l'initiative de la création de la Confédération africaine de rugby, organisme régissant le rugby sur le continent africain,.
Elle intègre en 1988 la Fédération internationale de rugby amateur avant d'en être radiée en en 1990 pour non-respect des critères d'adhésion.
La fédération devient en avril 2004 membre associé de l'International Rugby Board, organisme international du rugby.
Après une période d'inactivité,, la fédération reprend ses activités au début des années 2020 ; dès 2023, Rugby Afrique lui accorde le statut de membre associé. Elle est également membre du Comité olympique de la Tanzanie, puis obtient la reconnaissance de l'organisme auprès du ministère des Sports.
À partir de 2022, la pratique féminine du rugby en Tanzanie est encouragée par un programme monté par Fatma El-Kindiy et la fédération tanzanienne, après que cette première ait œuvré au Botswana,,. Parmi les résultats de cette initiative, une équipe nationale féminine est formée en 2024.

## Identité visuelle

Évolution du logo
Logo instauré en 2021.
Logo instauré en 2022.